# NBA 2K6
《NBA 2K6》是一款由Visual Concepts公司制作、2K Sports发行的篮球类电子游戏。本游戏于2005年9月26日首先发行。游戏在索尼PlayStation 2、Xbox和Xbox 360发行。本游戏是NBA 2K系列的第7作。
本游戏是根据美国NBA篮球而制作。玩家通常可以选择真实的NBA球队而进行游戏。
游戏收到普遍赞誉的评价。《EGM》给予本游戏8.5/10的分数。